# Preto, Se Você Me Der Amor
"Preto, Se Você Me Der Amor" (também conhecida como "Preto") é uma canção da cantora brasileira Claudia Leitte. Foi lançada junto com "Elixir" em 1 de agosto de 2011 para download digital gratuito no site oficial da cantora. Em 16 de setembro de 2011, Leitte lançou uma nova versão da canção como single nas rádios brasileiras. Inicialmente lançada como "Preto", a canção foi rebatizada de "Preto, Se Você Me Der Amor" em 2013.

## Lançamento
Após lançar a canção para download digital gratuito em seu site oficial, Claudia Leitte lançou uma nova versão da canção em 16 de setembro de 2011 para impulsionar as execuções nas rádios. No mesmo dia, Leitte divulgou a canção em algumas rádios de Belo Horizonte, Minas Gerais.
Em 7 de outubro, Leitte apresentou a canção pela primeira vez na televisão durante sua participação no programa Legendários, da Rede Record.

## Remixes
O primeiro remix da canção recebeu novos arranjos feitos pela banda de Leitte. Diferente da versão original que tem gênero musical EDM, o remix tem o gênero arrocha. Em 3 de fevereiro de 2012, foi lançado um remix com arranjos de funk carioca produzido por Rick Joe, tendo a participação do grupo de funk Os Hawaianos. Uma terceira versão foi lançada em 2013 pela Som Livre, sendo disponibilizada para download digital gratuito em sua primeira semana na iTunes Store brasileira.

## Formatos e faixas
- CD single

1. "Preto" (Radio Edit) - 2:57
2. "Preto" - 3:02

- Download digital

1. "Preto" - 3:02

- Download digital - radio edit

1. "Preto" (Radio Edit) - 2:57

- Download digital - funk remix[6]

1. "Preto Funk" (participação de Os Hawaianos) - 2:47

- Download digital - relançamento[1]

1. "Preto, Se Você Me Der Amor" - 2:48

## Desempenho
| Paradas (2011)                    | Melhor posição |
| --------------------------------- | -------------- |
| Billboard Brasil Hot 100          | 30             |
| Billboard Regional Salvador       | 3              |
| Billboard Regional São Paulo      | 2              |
| Billboard Regional Rio de Janeiro | 1              |

## Histórico de Lançamento
| País   | Data                   | Formato          | Gravadora    | Versões                                                 |
| ------ | ---------------------- | ---------------- | ------------ | ------------------------------------------------------- |
| Brasil | 1 de agosto de 2011    | download digital | Sony Music   | Lançada como "Preto"                                    |
| Brasil | 16 de setembro de 2011 | Airplay          | Sony Music   | "Radio Edit"                                            |
| Brasil | 3 de fevereiro de 2012 | download digital | Furacão 2000 | Lançada em versão funk com participação de Os Hawaianos |
| Brasil | 2 de fevereiro de 2013 | download digital | Som Livre    | Lançada como "Preto, Se Você Me Der Amor"               |